# Liste du patrimoine mondial en Océanie
Cet article recense les biens inscrits au patrimoine mondial par l'UNESCO en Océanie.

## Généralités
Chaque année, le Comité du patrimoine mondial de l'UNESCO peut inscrire des biens sur la liste du patrimoine mondial. La sélection est basée sur dix critères : six pour le patrimoine culturel (i–vi) et quatre pour le patrimoine naturel (vii–x). Certains biens, désignés comme « mixtes », représentent à la fois un patrimoine culturel et naturel. Les États peuvent également réaliser une inscription sur la liste indicative. Cette liste regroupe les éléments pour lesquels l'État partie a déposé un dossier de candidature à l'UNESCO, avant son acceptation. Elle constitue donc une sorte d'antichambre de la liste du patrimoine mondial.
Du point de vue géographique, l'UNESCO regroupe les biens d'Océanie et d'Asie dans une même zone (nommée « Asie et Pacifique ») et suit globalement les divisions statistiques des Nations unies. Les biens d'outre-mer en dehors des limites communes du continent européen sont inclus dans la zone Europe-Amérique du Nord via leur pays respectif. Pour l'Océanie, c'est le cas des régions suivantes :
- Chili : île de Pâques
- États-Unis : Hawaï, îles Mariannes du Nord, îles mineures éloignées, Samoa américaines
- France : Nouvelle-Calédonie, Polynésie française
- Indonésie : provinces de l'île de Nouvelle-Guinée
- Japon : archipel Ogasawara, parfois rattaché à l'Océanie, dont il constituerait l'archipel le plus nord-occidental
- Royaume-Uni : îles Pitcairn

Par ailleurs, l'un des biens de l'Australie concerne les îles Heard-et-MacDonald, archipel subantarctique de l'océan Indien.
L'UNESCO ne prend en considération que les États parties de la Convention pour la protection du patrimoine mondial, culturel et naturel. En Océanie, tous les États l'ont intégrée. Nauru et Niue, qui ont ratifié cette convention, ne possèdent aucune inscription au patrimoine mondial ou sur la liste indicative. Les îles Cook, les Samoa, les Tonga et les Tuvalu  n'ont de biens inscrits que sur la liste indicative.
En dehors de l'Australie, de la Nouvelle-Zélande et de l'outre-mer des pays européens, américains et asiatiques, la première inscription d'un bien n'a lieu qu'en 1998 : Rennell Est au îles Salomon. Les inscriptions suivantes ne se produisent que 10 ans plus tard en 2008 (Kuk en Papouasie-Nouvelle-Guinée et le domaine du chef Roi Mata au Vanuatu). Quasiment tous les pays indépendants d'Océanie font partie des petits États insulaires en développement, un ensemble de pays de petite taille et de faible population, peu développés économiquement et vulnérables aux changements climatiques, des circonstances rendant difficiles l'identification et l'inscription de biens au patrimoine mondial.

## Sites transfrontaliers
L'Océanie ne compte aucun bien transfrontalier, commun à plusieurs pays.

## Patrimoine en péril
Le Comité du patrimoine mondial peut spécifier qu'un bien est en péril s'il existe des « conditions menaçant les caractéristiques mêmes qui ont permis l'inscription d'un bien sur la Liste du patrimoine mondial ».
En Océanie, en 2024, deux biens sont considérés comme en péril :
- Depuis 2013 : Rennell Est (îles Salomon) ;
- Depuis 2016[6] : Nan Madol : centre cérémoniel de la Micronésie orientale (Micronésie).

## Statistiques
La liste suivante recense les biens du patrimoine mondial et les biens des listes indicatives situés en Océanie en novembre 2024. L'année d'adhésion est celle à laquelle le pays ratifie la convention pour la protection du patrimoine mondial, culturel et naturel. Celle de première inscription donne l'année où le premier site situé en Océanie a été inscrit au patrimoine mondial ; certains pays ne comptent pas, en 2024, un tel bien inscrit.
| Pays                      | Adhésion | Première inscription | PM : Total | PM : Culturel | PM : Naturel | PM : Mixte | LI : Total | LI : Culturel | LI : Naturel | LI : Mixte |
| ------------------------- | -------- | -------------------- | ---------- | ------------- | ------------ | ---------- | ---------- | ------------- | ------------ | ---------- |
| Australie                 | 1974     | 1981                 | 20         | 5             | 11           | 4          | 8          | 4             | 3            | 1          |
| Chili                     | 1980     | 1995                 | 1          | 1             | 0            | 0          | 0          | 0             | 0            | 0          |
| États-Unis                | 1973     | 1987                 | 2          | 0             | 1            | 1          | 3          | 0             | 3            | 0          |
| Fidji                     | 1990     | 2013                 | 1          | 1             | 0            | 0          | 3          | 2             | 1            | 0          |
| France                    | 1975     | 2008                 | 3          | 1             | 1            | 1          | 0          | 0             | 0            | 0          |
| Îles Cook                 | 2009     |                      | 0          | 0             | 0            | 0          | 1          | 1             | 0            | 0          |
| Îles Marshall             | 2002     | 2010                 | 1          | 1             | 0            | 0          | 3          | 1             | 1            | 1          |
| Îles Salomon              | 1992     | 1998                 | 1          | 0             | 1            | 0          | 2          | 0             | 1            | 1          |
| Indonésie                 | 1989     | 1999                 | 1          | 0             | 1            | 0          | 1          | 0             | 1            | 0          |
| Japon                     | 1992     | 2011                 | 1          | 0             | 1            | 0          | 0          | 0             | 0            | 0          |
| Kiribati                  | 2000     | 2010                 | 1          | 0             | 1            | 0          | 0          | 0             | 0            | 0          |
| Micronésie                | 2002     | 2016                 | 1          | 1             | 0            | 0          | 1          | 1             | 0            | 0          |
| Nauru                     | 2024     |                      | 0          | 0             | 0            | 0          | 0          | 0             | 0            | 0          |
| Niue                      | 2001     |                      | 0          | 0             | 0            | 0          | 0          | 0             | 0            | 0          |
| Nouvelle-Zélande          | 1984     | 1990                 | 3          | 0             | 2            | 1          | 8          | 3             | 4            | 1          |
| Palaos                    | 2002     | 2012                 | 1          | 0             | 0            | 1          | 4          | 3             | 0            | 1          |
| Papouasie-Nouvelle-Guinée | 1997     | 2008                 | 1          | 1             | 0            | 0          | 7          | 0             | 0            | 7          |
| Royaume-Uni               | 1984     | 1988                 | 1          | 0             | 1            | 0          | 0          | 0             | 0            | 0          |
| Samoa                     | 2001     |                      | 0          | 0             | 0            | 0          | 2          | 1             | 0            | 1          |
| Tonga                     | 2004     |                      | 0          | 0             | 0            | 0          | 2          | 2             | 0            | 0          |
| Tuvalu                    | 2023     |                      | 0          | 0             | 0            | 0          | 1          | 1             | 0            | 0          |
| Vanuatu                   | 2002     | 2008                 | 1          | 1             | 0            | 0          | 5          | 3             | 2            | 0          |
| Total                     |          |                      | 39         | 11            | 20           | 8          | 51         | 22            | 16           | 13         |